# أسبكت كو
أسبكت كو (بالإنجليزية: Aspect Co.)‏ هي شركة يابانية سابقة لإنتاج وتطوير ألعاب الفيديو، تأسست في شهر مارس 1991، وأعلنت إفلاسها سنة 2018، حيث أنتجت عدة ألعاب، ومنها لعبة تايلز أدفانتشر.